# Grotte de Saint Michel
La grotte de Saint Michel (St. Michael's Cave) ou Vieille grotte de Saint Michel est un réseau de grottes calcaires à Gibraltar, en territoire britannique d'outre-mer, dans le sud de la péninsule Ibérique.
C'est la plus visitée des plus de 150 grottes situées à l'intérieur du rocher de Gibraltar ; elle accueille près d'un million de visiteurs par an.